# L'Été (film, 1968)
Pour les articles homonymes, voir L'Été.
Pour plus de détails, voir Fiche technique et Distribution.
L'Été est un film français réalisé en 1968 par Marcel Hanoun et sorti en 1969.
Il fait partie d'un ensemble de 4 films intitulé « Les Saisons » comprenant : L'Été, L'Hiver, Le Printemps, L'Automne, tournés entre 1968 et 1972, et édités par la suite en DVD.

## Synopsis
Le film commence par des photographies d'une jeune femme dans la rue où sont inscrits des slogans de mai 1968. Cette femme se trouve dans une maison de campagne en Normandie prêtée par des amis de ses parents où elle écrit des lettres et son journal. Elle lit Michael Kohlhaas, des poèmes, et écoute les actualités à la radio.

## Fiche technique
- Titre : L'Été
- Réalisation : Marcel Hanoun
- Scénario, photographie et montage : Marcel Hanoun
- Son : Jean-Pierre Pichon
- Production : Hanoun Productions
- Pays de production :  France
- Durée : 82 minutes
- Date de sortie : France - 17 mai 1969[2]

## Distribution
- Graziella Buci
- Pierre-Henri Deleau

## Sélection
- Festival de Cannes 1969 (Quinzaine des réalisateurs)[3],[4]